# Science-fiction anthropologique
La science-fiction anthropologique est un courant de la science-fiction qui, comme celui de la new wave auquel il peut être associé, n'est pas principalement centré sur l'imagination de découvertes scientifiques et technologiques futuristes, mais sur l'analyse anthropologique de formes de relations ou de sociétés humaines qui pourraient voir le jour dans le futur, en particulier du point de vue de la notion de genre ou de l'intégration des machines intelligentes telles que les intelligences artificielles.
Parmi les principaux auteurs qui ont été associés à ce courant, on peut notamment citer Ursula K. Le Guin, Michael Bishop, Joanna Russ, Ian Watson, Chad Oliver et Becky Chambers.